# 韩学键
韩学键（1961年11月—），黑龙江兰西人。1980年8月参加工作，1985年12月加入中国共产党，黑龙江省委党校经济管理专业大学毕业，高级工商管理硕士。
牡丹江商业学校商业经济专业学生，哈尔滨工业大学高级工商管理专业硕士研究生班在职研究生学历。历任黑龙江省商业厅科员、副科长、科长，改革办副主任，厅办公室副主任、主任；省贸易厅办公室主任、副厅长，省经贸委委员兼省贸易局局长；齐齐哈尔市副市长、市委副书记；大庆市委副书记、代市长、市长等职。2008年起担任全国人大代表。2008年2月，升任中共大庆市委书记。2010年7月获任中共黑龙江省委常委。
2014年12月22日，中纪委宣布，韩学键涉嫌严重违纪违法，正接受组织调查。有分析认为其落马与2014年6月被开除党籍的中石油集团原副总经理王永春有关。2015年4月30日，中纪委宣布，韩学键违反廉洁自律规定，收受礼金，利用职务上的便利为亲属的经营活动谋取利益；在干部选拔任用、企业经营等方面为他人谋取利益，收受巨额贿赂。其中，受贿问题涉嫌犯罪。决定给予韩学键开除党籍、开除公职处分；收缴其违纪所得；将其涉嫌犯罪问题、线索及所涉款物移送司法机关依法处理。2016年11月16日，吉林省辽源市中级人民法院公开宣判，韩学键非法收受他人给予的财物共计折合人民币1686万余元，以受贿罪判处有期徒刑12年6个月，并处没收个人财产人民币100万元；对韩学键受贿所得财物及其孳息予以追缴，上缴国库。